# Zoltán Mechlovits
Zoltán Mechlovits (Boedapest, 1891 - aldaar, 25 maart 1951) was een Hongaars tafeltennisser. Hij won in 1926 de allereerste wereldkampioenschappen in het gemengd dubbelspel (samen met zijn landgenote Mária Mednyánszky) en in het toernooi voor landenteams (met de nationale ploeg). De Hongaar verlengde beide titels twee jaar later, toen hij eveneens wereldkampioen enkelspel werd.
In 1993 werd Mechlovits opgenomen in de ITTF Hall of Fame.

## Sportieve loopbaan
Mechlovits won in totaal zes WK-titels tijdens zijn zes deelnames tussen 1926 en 1933. Hij behoorde ten tijde van zijn zesde gouden medaille in 1929 wederom tot het Hongaarse team dat het toernooi voor landenteams won. In alle drie de gevallen werd Oostenrijk geklopt.

Naast zijn zes gewonnen finales, moest Mechlovits zich twee keer tevreden stellen met zilver. Tijdens het eerste WK in Londen 1926 behaalde hij niet alleen de twee finales die hij won, maar ook die in het enkelspel en in het dubbelspel. In beide gevallen ging de titel naar zijn landgenoot Roland Jacobi, die in het dubbelspel Mechlovits (en Béla von Kehrling) klopte met behulp van Dániel Pécsi.

Op het WK van Stockholm 1928 kreeg Mechlovits een nieuwe kans op de wereldtitel enkelspel. In de eindstrijd kon hij ditmaal László Bellak wel de baas. Bovendien nam hij in zekere mate revanche op Jacobi, die hij ditmaal trof in de finale van het gemengd dubbelspel-toernooi en daarin versloeg.